# Neuenkirchen-Vörden
Neuenkirchen-Vörden là một đô thị ở huyện Vechta, trong bang Niedersachsen, nước Đức. Đô thị Neuenkirchen-Vörden có diện tích 90,85 km². Đô thị này có cự ly khoảng 30 km về phía tây nam của Vechta, và 30 km về phía bắc của Osnabrück.